# Isarnus
Isarnus (død i Avignon 18. september 1310) var ærkebiskop i Lund Stift fra 1303 til sin død.
Isarnus hed oprindelig Morlana og stammede fra Carcassonne i Sydfrankrig, hvor han blev valgt til biskop omkring 1284, men da det blev opdaget, at han var barnebarn af en kætter, blev valget erklæret ugyldigt. Det lykkedes ham dog at få pavelig dispensation, og han blev kapellan hos pave Bonifatius 8., der i 1295 sendte ham til Danmark for at få frigivet Jens Grand, der i mellemtiden var flygtet, og senere fremførte dennes sag sammen med Morten Due for paven i Rom. I 1298 kom Isarnus igen til Danmark for at forkynde pavens dom over kong Erik Menved, og da kongen ikke betalte bøden, skred han i sommeren 1299 under et møde i København mellem de stridende parter til eksekution, i det han for den idømte sum tilkendte ærkebispen udlæg i det gods, Kronen ejede i Lund Stift med undtagelse af Halland.
Derefter var han en tid prior i et fransk augustinerkloster, og i 1300 blev han ærkebiskop i Riga. I 1302 byttede han embede med Jens Grand og blev ærkebiskop i Lund. Han var til stede ved det danehof i Nyborg i 1303, hvor kirkestriden endelig fandt sin afslutning, og samme år rejste han til Rom for at hente palliet. I 1310 udnævntes han til ærkebiskop i Salerno, men døde i Avignon, før han nåede at tiltræde.

## Eksterne kilder og henvisninger
- Om Isarnus i Dansk Biografisk Leksikon på Projekt Runeberg
- Dansk Kirkeleksikon for Norden ved Fredrik Nielsen 1900-1929